# Battaglia di Fort Ligonier
La battaglia di Fort Ligonier (nota anche come battaglia di Loyalhanna o battaglia di Loyal Hannon) fu un conflitto della guerra franco-indiana. Il 12 ottobre 1758 francesi ed indiani partiti dal vicino Fort Duquesne furono respinti mentre attaccavano l'avamposto britannico di Fort Ligonier, allora in costruzione.

## Contesto storico
Dopo il fallimento britannico della conquista di Fort Duquesne con la disastrosa spedizione Braddock all'inizio della guerra franco-indiana, nel 1758 i britannici organizzarono una seconda spedizione guidata da John Forbes per conquistare la fortezza da cui francesi ed indiani organizzavano razzie nei confronti degli insediamenti inglesi di confine. La spedizione costruì una strada attraverso i monti Allegani fino ad un punto noto come Loyal Hannon (nei pressi dell'odierna Loyalhanna Township (Pennsylvania)) all'inizio di settembre. Il gruppo di Forbes, circa 1500 uomini comandati da Henry Bouquet, iniziarono la costruzione di Fort Ligonier con l'obiettivo di fermarvisi per l'inverno. Furono soggetti a continui attacchi franco-indiani in partenza da Fort Duquesne.
Per rispondere a queste razzie Bouquet autorizzò James Grant a guidare 750 uomini in ricognizione a Duquesne. Grant, apparentemente in cerca di gloria e di una rapida vittoria, tentò di conquistare il forte il 14 settembre. Il comandante di Duquesne, François-Marie Le Marchand de Lignery, gli tese una trappola che portò alla cattura di Grant ed alla morte o al ferimento di circa la metà dei suoi uomini. Lignery, a corto di provviste e la cui linea di rifornimento era stata tagliata dalla conquista di Fort Frontenac, ordinò di attaccare la postazione inglese nella speranza di indebolire l'avanzata britannica e conquistare alcune scorte. Lignery mandò quasi l'intera guarnigione, 440 marinai e 150 indiani Delaware comandati da Charles Phillip Aubry (e non "De Vitri" come scritto nei resoconti inglesi).

## Battaglia
Il comando a Ligonier era temporaneamente assegnato al colonnello provinciale della Pennsylvania James Burd, che Bouquet aveva lasciato al comando mentre visitava un altro avamposto sulla rotta dell'esercito. Fuori dalla fortezza aveva disposto degli uomini per difendere le scorte e gli animali della spedizione al pascolo, circa 2,5 km dalla fortezza. Le guardie, sparse, furono attaccate da francesi ed indiani. Quando il rumore degli spari giunse alla fortezza il colonnello Burd mandò il battaglione del Maryland, circa 200 milizie, verso il pascolo. Gli inglesi furono subito respinti nella fortezza dai numerosi francesi. L'intera guarnigione, circa 2000 uomini, era ormai armata. Burd mandò senza successo il 1º battaglione della Pennsylvania ad aiutare quelli del Maryland. Anche tre compagnie delle milizie della Carolina del Nord fecero parte di questo gruppo guidato dal maggiore Hugh Waddell.
Respinti dall'artiglieria britannica, francesi ed indiani si ritirarono ed attesero il buio prima di attaccare di nuovo. Sembra che non si preoccuparono di bloccare la strada; Burd parò dell'arrivo di uomini nel pomeriggio. Verso le 21:00 fu tentato un attacco ad una delle ridotte del forte, respinto dall'artiglieria. Francesi ed indiani rimasero nei pressi della fortezza per tutta la notte, sparando alle sentinelle, testando le difese ed uccidendo o catturando circa 200 cavalli prima di ritirarsi a Fort Duquesne.

## Conseguenze
I francesi subirono poche perdite. Il superiore di Aubry, il generale Montcalm, parlò di due morti e sette feriti, ma Burd disse di aver sepolto quattro francesi. Le perdite inglesi furono invece alte. I francesi dissero di aver preso 100 scalpi e sette prigionieri, mentre gli inglesi ammisero 12 morti, 18 feriti e 31 dispersi. Tre militi della Carolina del Nord furono uccisi nel combattimento. Il colonnello Bouquet non fu contento del comportamento dei suoi uomini in battaglia e scrisse a Forbes che lamentandosi del risultato dello scontro.
I britannici continuarono a lavorare a Ligonier e, dopo l'arrivo del generale Forbes il 2 novembre, ripartirono in forze verso Fort Duquesne. Il 24 novembre Lignery distrusse Fort Duquesne e mandò i propri uomini alle altre fortezze a nord ed a ovest.
Fort Ligonier continuò a venire utilizzato durante la guerra di Pontiac, dopodiché fu abbandonato. Fu ricostruito ed il sito è oggi inserito nei National Register of Historic Places.